# スロベニア銀行
スロベニア銀行（スロベニアぎんこう、スロベニア語：Banka Slovenije）はスロベニア共和国の通貨発行銀行、中央銀行。1991年6月25日にリュブリャナに設立された。スロベニア銀行の主な使命は、国内での通貨安定と国内外での支払の流動性の確保である。また金融制度の監督も担っている。スロベニア銀行は独立した立場を持つ非政府機関であるが、その業務について定期的に議会に対して報告する義務を負っている。
スロベニア銀行は2007年に、スロベニアの通貨がトラールからユーロに替わったことにより、欧州中央銀行の傘下に入った。